# عباس ابراهیم زاده
عباس ابراهیم زاده سوادکوهی (متولد ۲۲ شهریور ۱۳۸۱ در ساری) معروف به عباس ابراهیم زاده ورزشکار کشتی گیر آزادکار و عضو تیم ملی کشتی ایران است. از افتخارات وی میتوان به کسب مدال برنز قهرمانی کشتی جهان ۲۰۲۴ در آلبانی اشاره کرد.

## فعالیت حرفه‌ای ورزشی

### قهرمانی کشتی آسیا ۲۰۲۵
در وزن ۶۵ کیلوگرم عباس ابراهیم زاده در دور اول با نتیجه ۱۱ بر صفر گوربانموحامت چاری اف از ترکمنستان را شکست داد. وی در دور بعد با نتیجه ۱۱ بر صفر باون وی از چین را مغلوب کرد و به مرحله نیمه نهایی راه یافت. ابراهیم زاده در این مرحله با نتیجه ۱۳ بر ۱ مقابل کیسی تانابه از ژاپن مغلوب و به دیدار رده بندی رفت. وی در این دیدار با نتیجه ۱۰ بر صفر امیدجان جلال اف از ازبکستان را از پیش رو برداشت و صاحب مدال برنز شد.